# 国際連合安全保障理事会決議の一覧 (1201-1300)
| 決議 | 日付           | 投票        | 備考                                                                                   | 文書リンク                                   |
| --- | -------------- | ----------- | -------------------------------------------------------------------------------------- | -------------------------------------------- |
| 1998年安全保障理事会理事国 · 中国 フランス ロシア イギリス アメリカ合衆国 · ブラジル バーレーン コスタリカ ガボン ガンビア 日本 ケニア ポルトガル スロベニア スウェーデン         |                |             |                                                                                        |                                              |
| 1201 | 1998年10月15日 | 全会一致    | 国際連合中央アフリカ共和国ミッションの活動期限延長                                     | 原文 ウィキソース(英語)                      |
| 1202 | 1998年10月15日 | 全会一致    | 国際連合アンゴラ監視団の活動期限延長                                                   | 原文 ウィキソース(英語)                      |
| 1203 | 1998年10月24日 | 採択 13-0-2 | コソボ紛争に関係する決議1199の遵守呼びかけ                                             | 原文 ウィキソース(英語)                      |
| 1204 | 1998年10月30日 | 全会一致    | 国際連合西サハラ住民投票ミッションの活動期限延長                                       | 原文 ウィキソース(英語)                      |
| 1205 | 1998年11月5日  | 全会一致    | IAEA等の査察協力を中止したイラクを非難、中止宣言の撤回と決議遵守を要求                 | 原文 ウィキソース(英語)                      |
| 1206 | 1998年11月12日 | 全会一致    | 国際連合タジキスタン監視団の活動期限延長                                               | 原文 ウィキソース(英語)                      |
| 1207 | 1998年11月17日 | 採択 14-0-1 | ユーゴスラビアが旧ユーゴスラビア国際戦犯法廷が発行した逮捕状を執行しなかった件について | 原文 ウィキソース(英語)                      |
| 1208 | 1998年11月19日 | 全会一致    | アフリカの難民の人道問題について                                                       | 原文 ウィキソース(英語)                      |
| 1209 | 1998年11月19日 | 全会一致    | アフリカへの不法な武器の流入について                                                   | 原文 ウィキソース(英語)                      |
| 1210 | 1998年11月24日 | 全会一致    | 石油食料交換プログラムの活動期限延長                                                   | 原文 ウィキソース(英語)                      |
| 1211 | 1998年11月25日 | 全会一致    | 国際連合兵力引き離し監視軍の活動期限延長                                               | 原文 ウィキソース(英語)                      |
| 1212 | 1998年11月25日 | 採択 13-0-2 | 国際連合ハイチ文民警察ミッションの活動期限延長                                         | 原文 ウィキソース(英語)                      |
| 1213 | 1998年12月3日  | 全会一致    | 国際連合アンゴラ監視団の活動期限延長                                                   | 原文 ウィキソース(英語)                      |
| 1214 | 1998年12月8日  | 全会一致    | アフガニスタンの内戦について                                                           | 原文 ウィキソース(英語)                      |
| 1215 | 1998年12月17日 | 全会一致    | 国際連合西サハラ住民投票ミッションの活動期限延長                                       | 原文 ウィキソース(英語)                      |
| 1216 | 1998年12月21日 | 全会一致    | ギニアビサウの内戦について                                                             | 原文 ウィキソース(英語)                      |
| 1217 | 1998年12月22日 | 全会一致    | 国際連合キプロス平和維持軍の活動期限延長                                               | 原文 ウィキソース(英語)                      |
| 1218 | 1998年12月22日 | 全会一致    | キプロス紛争の和平について                                                             | 原文 ウィキソース(英語)                      |
| 1219 | 1998年12月31日 | 全会一致    | UNITA支配領域における国連806便墜落について                                             | 原文 ウィキソース(英語)                      |
| 1999年安全保障理事会理事国 中国 フランス ロシア イギリス アメリカ合衆国 アルゼンチン ブラジル バーレーン カナダ ガボン ガンビア マレーシア ナミビア オランダ スロベニア           |                |             |                                                                                        |                                              |
| 1220 | 1999年1月12日  | 全会一致    | 国際連合シエラレオネ監視団の活動期限延長                                               | 原文 ウィキソース(英語)                      |
| 1221 | 1999年1月12日  | 全会一致    | UNITA支配領域における国連がチャーターした2機の飛行機墜落について                       | 原文 ウィキソース(英語)                      |
| 1222 | 1999年1月15日  | 全会一致    | 国際連合プレヴラカ監視団の活動期限延長                                                 | 原文 ウィキソース(英語)                      |
| 1223 | 1999年1月28日  | 全会一致    | 国際連合レバノン暫定駐留軍の活動期限延長                                               | 原文 ウィキソース(英語)                      |
| 1224 | 1999年1月28日  | 全会一致    | 国際連合西サハラ住民投票ミッションの活動期限延長                                       | 原文 ウィキソース(英語)                      |
| 1225 | 1999年1月25日  | 全会一致    | 国際連合グルジア監視団の活動期限延長                                                   | 原文 ウィキソース(英語)                      |
| 1226 | 1999年1月29日  | 全会一致    | エチオピアとエリトリアの和平について                                                   | 原文 ウィキソース(英語)                      |
| 1227 | 1999年2月10日  | 全会一致    | エチオピアとエリトリアへ即時停戦を呼びかけ                                             | 原文 ウィキソース(英語)                      |
| 1228 | 1999年2月11日  | 全会一致    | 国際連合西サハラ住民投票ミッションの活動期限延長                                       | 原文 ウィキソース(英語)                      |
| 1229 | 1999年2月26日  | 全会一致    | 国際連合アンゴラ監視団の活動期限延長                                                   | 原文 ウィキソース(英語)                      |
| 1230 | 1999年2月26日  | 全会一致    | 国際連合中央アフリカ共和国ミッションの活動期限延長                                     | 原文 ウィキソース(英語)                      |
| 1231 | 1999年3月11日  | 全会一致    | 国際連合シエラレオネ監視団の活動期限延長                                               | 原文 ウィキソース(英語)                      |
| 1232 | 1999年3月30日  | 全会一致    | 国際連合西サハラ住民投票ミッションの活動期限延長                                       | 原文 ウィキソース(英語)                      |
| 1233 | 1999年4月6日   | 全会一致    | 国連ギニアビサウ平和構築支援事務所の開設                                               | 原文 ウィキソース(英語)                      |
| 1234 | 1999年4月9日   | 全会一致    | コンゴ民主共和国での内戦について                                                       | 原文 ウィキソース(英語)                      |
| 1235 | 1999年4月30日  | 全会一致    | 国際連合西サハラ住民投票ミッションの活動期限延長                                       | 原文 ウィキソース(英語)                      |
| 1236 | 1999年5月7日   | 全会一致    | 東ティモール問題についてインドネシアとポルトガルの協定締結を歓迎                       | 原文 ウィキソース(英語)                      |
| 1237 | 1999年5月7日   | 全会一致    | UNITAに対する制裁に関する委員会設立について                                            | 原文 ウィキソース(英語)                      |
| 1238 | 1999年5月14日  | 全会一致    | 国際連合西サハラ住民投票ミッションの活動期限延長                                       | 原文 ウィキソース(英語)                      |
| 1239 | 1999年5月14日  | 採択 13-0-2 | コソボ難民に対する人道支援                                                             | 原文 ウィキソース(英語)                      |
| 1240 | 1999年5月15日  | 全会一致    | 国際連合タジキスタン監視団の活動期限延長                                               | 原文 ウィキソース(英語)                      |
| 1241 | 1999年5月19日  | 全会一致    | ルワンダ国際戦犯法廷の判事の任期満了に伴う事件の終結について                           | 原文 ウィキソース(英語)                      |
| 1242 | 1999年5月21日  | 全会一致    | 石油食料交換プログラムの活動期限延長                                                   | 原文 ウィキソース(英語)                      |
| 1243 | 1999年5月27日  | 全会一致    | 国際連合兵力引き離し監視軍の活動期限延長                                               | 原文 ウィキソース(英語)                      |
| 1244 | 1999年6月10日  | 採択 14-0-1 | 国際連合コソボ暫定行政ミッションの設立について                                         | 原文 ウィキソース(英語)                      |
| 1245 | 1999年6月11日  | 全会一致    | 国際連合シエラレオネ監視団の活動期限延長                                               | 原文 ウィキソース(英語)                      |
| 1246 | 1999年6月11日  | 全会一致    | 国際連合東ティモール・ミッションの設立について                                         | 原文 ウィキソース(英語)                      |
| 1247 | 1999年6月18日  | 全会一致    | 国際連合ボスニア・ヘルツェゴヴィナ・ミッション、平和安定化部隊の活動期限延長           | 原文 ウィキソース(英語)                      |
| 1248 | 1999年6月25日  | 無投票採択  | キリバスの加盟について                                                                 | 原文 ウィキソース(英語) ウィキソース日本語訳 |
| 1249 | 1999年6月25日  | 採択 14-0-1 | ナウルの加盟について                                                                   | 原文 ウィキソース(英語) ウィキソース日本語訳 |
| 1250 | 1999年6月29日  | 全会一致    | キプロスの和平について                                                                 | 原文 ウィキソース(英語)                      |
| 1251 | 1999年6月29日  | 全会一致    | 国際連合キプロス平和維持軍の活動期限延長                                               | 原文 ウィキソース(英語)                      |
| 1252 | 1999年7月15日  | 全会一致    | 国際連合プレヴラカ監視団の活動期限延長                                                 | 原文 ウィキソース(英語)                      |
| 1253 | 1999年7月28日  | 無投票採択  | トンガの加盟について                                                                   | 原文 ウィキソース(英語) ウィキソース日本語訳 |
| 1254 | 1999年7月30日  | 全会一致    | 国際連合レバノン暫定駐留軍の活動期限延長                                               | 原文 ウィキソース(英語)                      |
| 1255 | 1999年7月30日  | 全会一致    | 国際連合グルジア監視団の活動期限延長                                                   | 原文 ウィキソース(英語)                      |
| 1256 | 1999年8月3日   | 全会一致    | ボスニア・ヘルツェゴヴィナの和平について                                               | 原文 ウィキソース(英語)                      |
| 1257 | 1999年8月3日   | 全会一致    | 国際連合東ティモール・ミッションの活動期限延長                                         | 原文 ウィキソース(英語)                      |
| 1258 | 1999年8月6日   | 全会一致    | コンゴ民主共和国の和平について                                                         | 原文 ウィキソース(英語)                      |
| 1259 | 1999年8月11日  | 全会一致    | 旧ユーゴスラビア戦犯法廷の検事任命について                                             | 原文 ウィキソース(英語)                      |
| 1260 | 1999年8月20日  | 全会一致    | 国際連合シエラレオネ監視団の増強                                                       | 原文 ウィキソース(英語)                      |
| 1261 | 1999年8月25日  | 全会一致    | 武力紛争が子供に与える影響について                                                     | 原文 ウィキソース(英語)                      |
| 1262 | 1999年8月27日  | 全会一致    | 国際連合東ティモール・ミッションの活動期限延長                                         | 原文 ウィキソース(英語)                      |
| 1263 | 1999年9月13日  | 全会一致    | 国際連合西サハラ住民投票ミッションの活動期限延長                                       | 原文 ウィキソース(英語)                      |
| 1264 | 1999年9月15日  | 全会一致    | 東ティモール国際軍の設立について                                                       | 原文 ウィキソース(英語)                      |
| 1265 | 1999年9月17日  | 全会一致    | 武力紛争における民間人の保護について                                                   | 原文 ウィキソース(英語)                      |
| 1266 | 1999年10月4日  | 全会一致    | イラクの石油輸出量を30億4000万ドルまで許可                                             | 原文 ウィキソース(英語)                      |
| 1267 | 1999年10月15日 | 全会一致    | ターリバーン、アルカーイダ、ウサーマ・ビン・ラーディンに対する制裁                     | 原文 ウィキソース(英語)                      |
| 1268 | 1999年10月15日 | 全会一致    | 国際連合アンゴラ事務所の設立について                                                   | 原文 ウィキソース(英語)                      |
| 1269 | 1999年10月19日 | 全会一致    | テロリズムに対する国際協力                                                             | 原文 ウィキソース(英語)                      |
| 1270 | 1999年10月22日 | 全会一致    | 国際連合シエラレオネ派遣団の設立について                                               | 原文 ウィキソース(英語)                      |
| 1271 | 1999年10月22日 | 全会一致    | 国際連合中央アフリカ共和国ミッションの活動期限延長                                     | 原文 ウィキソース(英語)                      |
| 1272 | 1999年10月25日 | 全会一致    | 国際連合東ティモール暫定行政機構の設立について                                         | 原文 ウィキソース(英語)                      |
| 1273 | 1999年11月5日  | 全会一致    | コンゴ民主共和国の和平について                                                         | 原文 ウィキソース(英語)                      |
| 1274 | 1999年11月12日 | 全会一致    | 国際連合タジキスタン監視団の活動期限延長                                               | 原文 ウィキソース(英語)                      |
| 1275 | 1999年11月19日 | 全会一致    | 石油食料交換プログラムの活動期限延長                                                   | 原文 ウィキソース(英語)                      |
| 1276 | 1999年11月24日 | 全会一致    | 国際連合兵力引き離し監視軍の活動期限延長                                               | 原文 ウィキソース(英語)                      |
| 1277 | 1999年11月30日 | 採択 14-0-1 | 国際連合ハイチ文民警察ミッションの活動期限延長                                         | 原文 ウィキソース(英語)                      |
| 1278 | 1999年11月30日 | 無投票採択  | 辞任により欠員となった国際司法裁判所判事を補充する選挙の期日決定                       | 原文 ウィキソース(英語)                      |
| 1279 | 1999年11月30日 | 全会一致    | 国際連合コンゴ民主共和国ミッションの設立について                                       | 原文 ウィキソース(英語)                      |
| 1280 | 1999年12月3日  | 採択 11-0-3 | 石油食料交換プログラムの活動期限延長                                                   | 原文 ウィキソース(英語)                      |
| 1281 | 1999年12月10日 | 全会一致    | 石油食料交換プログラムの活動期限延長                                                   | 原文 ウィキソース(英語)                      |
| 1282 | 1999年12月14日 | 採択 14-0-1 | 国際連合西サハラ住民投票ミッションの活動期限延長                                       | 原文 ウィキソース(英語)                      |
| 1283 | 1999年12月15日 | 全会一致    | 国際連合キプロス平和維持軍の活動期限延長                                               | 原文 ウィキソース(英語)                      |
| 1284 | 1999年12月17日 | 採択 11-0-4 | 国際連合監視検証査察委員会の設立について                                               | 原文 ウィキソース(英語)                      |
| 2000年安全保障理事会理事国 · 中国 フランス ロシア イギリス アメリカ合衆国 · アルゼンチン バングラデシュ カナダ ジャマイカ マレーシア マリ ナミビア オランダ チュニジア ウクライナ |                |             |                                                                                        |                                              |
| 1285 | 2000年1月13日  | 全会一致    | 国際連合プレヴラカ監視団の活動期限延長                                                 | 原文 ウィキソース(英語)                      |
| 1286 | 2000年1月19日  | 全会一致    | ブルンジの内戦について                                                                 | 原文 ウィキソース(英語)                      |
| 1287 | 2000年1月31日  | 全会一致    | 国際連合グルジア監視団の活動期限延長                                                   | 原文 ウィキソース(英語)                      |
| 1288 | 2000年1月31日  | 全会一致    | 国際連合レバノン暫定駐留軍の活動期限延長                                               | 原文 ウィキソース(英語)                      |
| 1289 | 2000年2月7日   | 全会一致    | 国際連合シエラレオネ派遣団の活動期限延長、拡大                                         | 原文 ウィキソース(英語)                      |
| 1290 | 2000年2月17日  | 採択 14-0-1 | ツバルの加盟について                                                                   | 原文 ウィキソース(英語) ウィキソース日本語訳 |
| 1291 | 2000年2月24日  | 全会一致    | 国際連合コンゴ民主共和国ミッションの活動期限延長、拡大                                 | 原文 ウィキソース(英語)                      |
| 1292 | 2000年2月29日  | 全会一致    | 国際連合西サハラ住民投票ミッションの活動期限延長                                       | 原文 ウィキソース(英語)                      |
| 1293 | 2000年3月31日  | 全会一致    | イラクが採油施設の増強を行うことを了承                                                 | 原文 ウィキソース(英語)                      |
| 1294 | 2000年4月13日  | 全会一致    | 国際連合アンゴラ事務所の活動期限延長                                                   | 原文 ウィキソース(英語)                      |
| 1295 | 2000年4月18日  | 全会一致    | アンゴラ情勢について、決議の再確認                                                     | 原文 ウィキソース(英語)                      |
| 1296 | 2000年4月19日  | 全会一致    | 武力紛争における民間人の保護について                                                   | 原文 ウィキソース(英語)                      |
| 1297 | 2000年5月12日  | 全会一致    | エリトリアとエチオピアに対して停戦を要請                                               | 原文 ウィキソース(英語)                      |
| 1298 | 2000年5月17日  | 全会一致    | エリトリアとエチオピアに対する武器輸出禁止                                             | 原文 ウィキソース(英語)                      |
| 1299 | 2000年5月19日  | 全会一致    | 国際連合シエラレオネ派遣団の軍事部門の拡大                                             | 原文 ウィキソース(英語)                      |
| 1300 | 2000年5月31日  | 全会一致    | 国際連合兵力引き離し監視軍の活動期限延長                                               | 原文 ウィキソース(英語)                      |